# Чифлик (Кирджалійська область)
Чифли́к (болг. Чифлик) — село в Кирджалійській області Болгарії. Входить до складу общини Кирджалі.

## Населення
За даними перепису населення 2011 року у селі проживала 371 особа.
Національний склад населення села:
| Національність   | Кількість осіб | Відсоток |
| ---------------- | -------------- | -------- |
| турки            | 284            | 85,3%    |
| цигани           | 45             | 13,5%    |
| болгари          | 3              | 0,9%     |
| Всього відповіли | 333            |          |

Розподіл населення за віком у 2011 році:
Динаміка населення: